# Antonio Pasculli
Antonio Pasculli (Palermo, 13 ottobre 1842 – Palermo, 23 febbraio 1924) è stato un oboista e compositore italiano.

## Biografia
Questo virtuoso dell'oboe (1842-1924) visse a Palermo e tenne svariati concerti per oboe in Italia, Germania ed Austria. Diresse concerti sinfonici molto popolari in Italia a quell'epoca.
Pasculli fu sempre molto ispirato dall'opera lirica: egli fece, infatti, un numero importante di trascrizioni per oboe e pianoforte: fantasie sui temi di opere liriche come La favorita, I vespri siciliani, L'elisir d'amore, Rigoletto, Il pirata, La sonnambula, Un ballo in maschera, Poliuto, di Vincenzo Bellini, Gaetano Donizetti, Gioachino Rossini e Giuseppe Verdi.
L'esecuzione di queste fantasie richiede una grande tecnica strumentale. Esse consistono in gran parte in alcune successioni di trilli, arpeggi e scale.
Le sue opere vennero dimenticate all'inizio del XX secolo, e rimasero nell'oblio fino a quando gli 'oboisti Heinz Holliger e Omar Zoboli, grazie a delle ricerche in varie biblioteche e presso i discendenti in Sicilia, riuscirono a "riscoprire" questa musica.

## Discografia
- Concerto on Themes from Donizetti's for oboe ~ Antonio Pasculli (Compositore), Ursula Eisert (Arpa), Yeon-Hee Kwak (Oboe), Chia Chou (Pianoforte)
- Antonio Pasculli (Compositore), Christopher Redgate (Oboe), Stephen Robbings (Pianoforte)
- Antonio Pasculli - The Paganini of the Oboe ~ Omar Zoboli (Corno inglese, Oboe), Giuliana Albisetti (Arpa), Antonio Ballista (Pianoforte).